# NGC 2146
NGC 2146 is een balkspiraalstelsel in het sterrenbeeld Giraffe. Het hemelobject werd in 1876 ontdekt door de Duitse astronoom Friedrich August Theodor Winnecke. Het sterrenstelsel bevindt zich in de buurt van NGC 2146A. Mede door het chaotisch uitzicht van de donkere stofwolken in dit sterrenstelsel heeft het van Engelstalige amateurastronomen de bijnaam Dusty Hand Galaxy gekregen.

## Synoniemen
- UGC 3429
- MCG 13-5-22
- ZWG 348.17
- KCPG 110A
- IRAS06106+7822
- PGC 18797